# Почаково
Почаково (словен. Počakovo) — поселення в общині Радече, Савинський регіон, Словенія. Висота над рівнем моря: 553,7 м.